# ويماغوتشي (نوفا سكوشا)
ويماغوتشي (بالإنجليزية: Weymouth, Nova Scotia)‏ هي قرية تقع في كندا في Digby County.

## المناخ
يظهر الجدول التالي التغييرات المناخية على مدار السنة لويماغوتشي:
| البيانات المناخية لـويماغوتشي     | البيانات المناخية لـويماغوتشي | البيانات المناخية لـويماغوتشي | البيانات المناخية لـويماغوتشي | البيانات المناخية لـويماغوتشي | البيانات المناخية لـويماغوتشي | البيانات المناخية لـويماغوتشي | البيانات المناخية لـويماغوتشي | البيانات المناخية لـويماغوتشي | البيانات المناخية لـويماغوتشي | البيانات المناخية لـويماغوتشي | البيانات المناخية لـويماغوتشي | البيانات المناخية لـويماغوتشي | البيانات المناخية لـويماغوتشي |
| الشهر                             | يناير                         | فبراير                        | مارس                          | أبريل                         | مايو                          | يونيو                         | يوليو                         | أغسطس                         | سبتمبر                        | أكتوبر                        | نوفمبر                        | ديسمبر                        | المعدل السنوي                 |
| --------------------------------- | ----------------------------- | ----------------------------- | ----------------------------- | ----------------------------- | ----------------------------- | ----------------------------- | ----------------------------- | ----------------------------- | ----------------------------- | ----------------------------- | ----------------------------- | ----------------------------- | ----------------------------- |
| الدرجة القصوى °م (°ف)             | 19 (66)                       | 17.5 (63.5)                   | 22 (72)                       | 24 (75)                       | 30.6 (87.1)                   | 33 (91)                       | 32.5 (90.5)                   | 33 (91)                       | 29.4 (84.9)                   | 25.5 (77.9)                   | 23 (73)                       | 18.3 (64.9)                   | 33 (91)                       |
| متوسط درجة الحرارة الكبرى °م (°ف) | 0.3 (32.5)                    | 0.6 (33.1)                    | 4.6 (40.3)                    | 10 (50)                       | 16.1 (61.0)                   | 20.8 (69.4)                   | 23.7 (74.7)                   | 23.4 (74.1)                   | 19.1 (66.4)                   | 13.7 (56.7)                   | 8.2 (46.8)                    | 3.2 (37.8)                    | 12 (54)                       |
| متوسط درجة الحرارة الصغرى °م (°ف) | −7.8 (18.0)                   | −7.8 (18.0)                   | −4.1 (24.6)                   | 0.7 (33.3)                    | 5.3 (41.5)                    | 9.9 (49.8)                    | 13.1 (55.6)                   | 12.7 (54.9)                   | 8.8 (47.8)                    | 4.5 (40.1)                    | 0.8 (33.4)                    | −4.5 (23.9)                   | 2.6 (36.7)                    |
| أدنى درجة حرارة °م (°ف)           | −24.4 (−11.9)                 | −28.3 (−18.9)                 | −23.5 (−10.3)                 | −11.7 (10.9)                  | −5.6 (21.9)                   | −1.1 (30.0)                   | 2.8 (37.0)                    | 2.5 (36.5)                    | −3 (27)                       | −6.7 (19.9)                   | −13 (9)                       | −25 (−13)                     | −28.3 (−18.9)                 |
| الهطول مم (إنش)                   | 131.9 (5.19)                  | 97.7 (3.85)                   | 109.5 (4.31)                  | 97 (3.8)                      | 107.5 (4.23)                  | 91.9 (3.62)                   | 97.4 (3.83)                   | 79.4 (3.13)                   | 111.9 (4.41)                  | 104.8 (4.13)                  | 125.2 (4.93)                  | 141 (5.6)                     | 1٬295٫2 (50.99)               |
| المصدر: Environment Canada        |                               |                               |                               |                               |                               |                               |                               |                               |                               |                               |                               |                               |                               |

## أعلام
- سام لانجفورد
- ألفرد جونز
- هربرت جونز